# Byrsonima crassifolia
Byrsonima crassifolia és una espècie d'arbre de la família Malpighiaceae, mitjà (fins a 15 metres d'altura), que es propaga per llavors o per esqueixos, conreat tradicionalment en diversos dels països tropicals de Centreamèrica, encara que la distribució i venda del seu fruit tendeix a ser restringida al mercat local. L'arbre també és utilitzat com a planta d'ornat, en països de clima càlid fora de Sud-amèrica.

## Exemple ecoregions d'ocurrència
Es troba en una sèrie d'eco-regions tropicals i subtropicals d'Amèrica que compten amb coníferes, un exemple d'ecoregions d'ocurrència de B. crassifolia són els boscos de pins de Belize.

## Consum
El fruit és consumible quan està madur, presentant un sabor dolç i un color groc intens, amb un sabor lleument amarg. L'amargor s'accentua fortament en les drupes immadurs que també són comestibles.
A Mèxic, Guatemala, Honduras, El Salvador i Nicaragua es prepara de moltes maneres diferents: cru, salat, en gelats, taujanes congelades, com aigua fresca i, fins i tot, assaonat amb aiguardent conegut com a Vi o Licor de Nance o... de Nancite, segons el nom que rebi en cada país.
Se li atribueixen propietats medicinals des de l'època prehispànica. L'escorça s'utilitza per tractar la tos, trastorns gastrointestinals, infeccions a la pell i mossegades de serp. Els extractes de les fulles i l'escorça mostres efectes antifúngics i els extractes d'arrels i tiges, efectes antibacterians.